# Ágost leuchtenbergi herceg

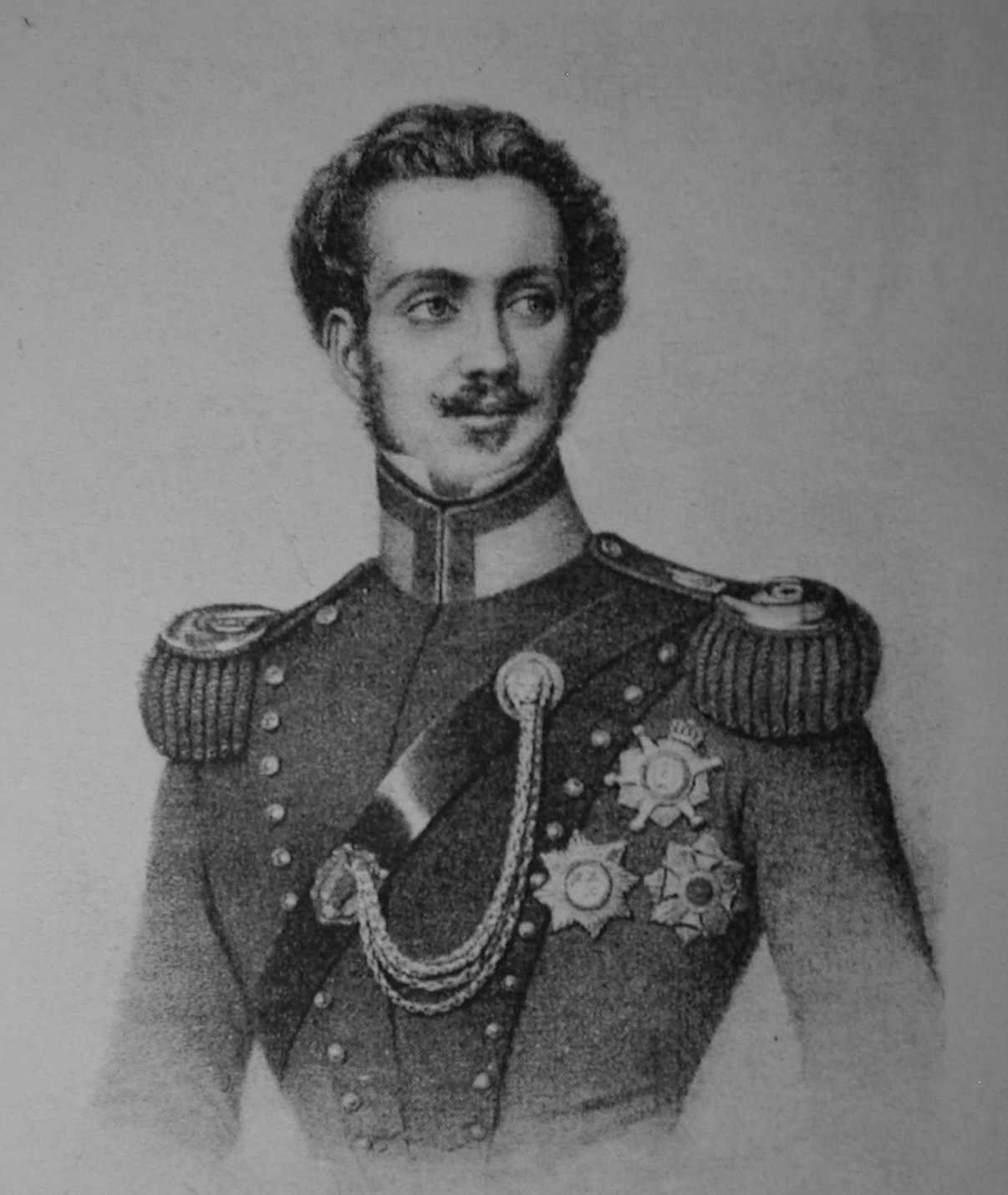
Auguste Charles de Beauharnais

Auguste Charles Eugène Napoléon de Beauharnais (Milánó, 1810. december 3. – Lisszabon, 1835. március 28.) bajor herceg, Eugène de Beauharnais idősebbik fia, Joséphine de Beauharnais unokája, Leuchtenberg II. hercege (August Herzog von Leuchtenberg), Veneto II. hercege (Prinz von Venedig), Frankfurt nagyhercege (Großherzog von Frankfurt). 1835-től II. Mária portugál királynő férjeként portugál királyi herceg, Santa Cruz hercege (Duque de Santa Cruz e Príncipe consorte de Portugal).

## Élete

### Származása, testvérei
Auguste Charles francia herceg Milánóban született, az Itáliai Királyság fővárosában. Édesanyja a Wittelsbach-házból származó Auguszta Amália bajor királyi hercegnő (1788–1851) volt, IV. Miksa József bajor választófejedelem (1756–1825), 1806-tól I. Miksa néven bajor király és Auguszta Vilma Mária hessen–darmstadti hercegnő (1765–1796) legidősebb leánya.
Édesapja Eugène de Beauharnais (1781–1824) francia marsall volt, a jakobinusok által kivégeztetett Alexandre François Marie de Beauharnais vikomt (1760–1794) és Joséphine de Beauharnais (1763–1814) fia, 1806-tól I. Napóleon francia császár fogadott fia, 1814-ig Itália francia alkirálya, Veneto hercege, Frankfurt nagyhercege (majd 1817. után Leuchtenberg hercege). 
Anyai ágon (hesseni, hanau-ansbachi, baden-durlachi és kleeburgi felmenői révén) Maximilian herceg I. Gusztáv és IX. Károly svéd királyok leszármazottja is volt. Apai ágon (lotaringiai felmenői révén) révén II. Keresztély dán király egyik utódjának is vallhatta magát.
Hét testvérből hatan érték meg a felnőttkort, köztük Auguste Charles herceg volt a második, két fiuk közül az idősebbik.
- Joséphine Maximilienne (1807–1876), aki 1823-ban I. Oszkár svéd király felesége lett.
- Eugénie Hortense (1808–1847), aki Konstantin von Hohenzollern-Hechingen herceg (1801–1869) felesége lett.
- Auguste Charles (1810–1835), Leuchtenberg II. hercege, korai haláláig II. Mária (da Glória) portugál királynő (1819–1853) férje.
- Amélie Auguste (1812–1873), aki I. Péter brazil császár második felesége lett.
- Théodelinde Louise (1814–1857), aki Wilhelm von Württemberg grófhoz, a későbbi urachi herceghez ment feleségül.
- Caroline Clotilde (*/† 1816), csecsemőkorban meghalt.
- Maximilien Joseph (1817–1852), Leuchtenberg 3. hercege, Marija Nyikolajevna Romanova orosz nagyhercegnő (1819–1876) férje.

### Gyermekkora, ifjúsága
Auguste Charles születésekor apja, Eugène de Beauharnais a Francia Császárság marsallja (Maréchal de l'Empire) és Itália alkirálya volt, Napóleon császár kegyéből. Negyedik keresztnevét, a Napóleont Eugène herceg választotta, császári mostohaapja iránti hódolata jeléül. A család Milánóban, az alkirályi székhelyen lakott, Auguste Charles is itt született 1810. december 3-án. Gyermekéveit Milánó közelében, a monzai kastélyban töltötte.
1814-ben, Napóleon lemondása után apja, Eugène herceg megpróbálta Itália királyává kikiáltatni magát, de kudarcot vallott, és családjával együtt Münchenbe menekült apósához, I. Miksa bajor királyhoz, aki 1817. november 14-én Leuchtenberg hercegévé nevezte ki őt, ezt a címet gyermekei is örökölték. A család nyaranta az ismaningi kastélyban, telente Münchenben lakott. Auguste Charles és testvérei francia anyanyelvűek voltak, Münchenben tanultak meg németül, olaszul és angolul. 1824-ben, Eugène de Beauharnais elhunytával a 14 éves Auguste Charles lett Leuchtenberg II. hercege.  
1829 őszén Auguste Charles herceg kísérte húgát, Amélie-t Rio de Janeiróba, ahol a hercegnő október 17-én feleségül ment a Bragança-házból való özvegy I. Péter brazil császárhoz (1798–1834), aki 1826-ig IV. Péter néven portugál király is volt. (Péter első felesége, Mária Leopoldina osztrák főhercegnő 1826-ban hunyt el). Auguste Charles herceget sógora, a császár 1829. november 5-én kitüntette őt a Torony és Kard érdemrend nagykeresztjével (Grã-cruzes da Ordem da Torre e Espada).

### Jelöltsége Belgium királyi trónjára
1831 februárjában a nemrég függetlenné vált Belgium Nemzeti Kongresszusa (Congrès national) megfelelő személyt keresett az új királyság első uralkodójának személyére. A jelöltek között szerepelt Louis Charles d’Orléans francia királyi herceg, Namur hercege (1814-1896), I. Lajos Fülöp francia király fia; Auguste Charles de Beauharnais, Leuchtenberg hercege és Károly osztrák főherceg, Németalföld utolsó Habsburg főkormányzója. Az első szavazás során Auguste Charles herceg a francia királyi herceg után a második legtöbb szavazatot kapta. A február 17-i második szavazáson királlyá választották Louis d’Orléans herceget, de Lajos Fülöp király visszavonta fia jelölését, helyette vejét, Lipót szász–coburg–gothai herceget ajánlotta, Louise-Marie Thérèse d’Orléans hercegnő (1812–1850) férjét. Február 24-én a Kongresszus küldöttei három új jelöltre, vallon és flamand főnemesekre szavazhattak, de a választás sikertelen volt. Az utolsó, negyedik szavazáson, június 4-én a küldöttek Lipót herceget választották első királyukká.

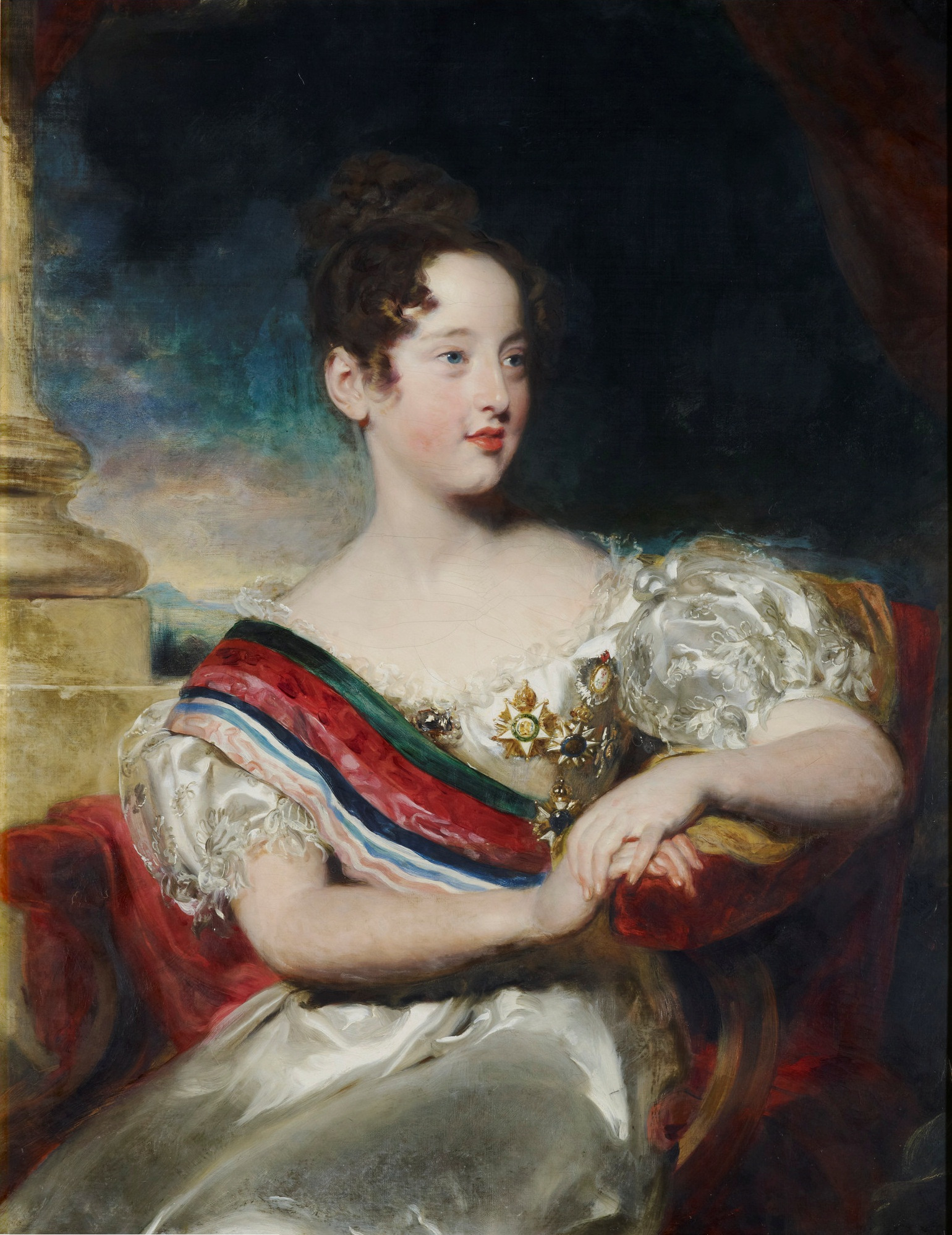
Az ifjú II. Mária portugál királynő.

### Házassága
Péter császár 1831. április 7-én lemondott a brazil császári trónról, és Amélie-vel együtt visszatért Portugáliába, ahol leányának, Mária infánsnőnek (1819–1853) érdekében harcba szállt a portugál királyi korona megszerzésért öccse, Dom Miguel, azaz I. Mihály portugál király (1802–1866) ellen. Auguste Charles herceg hazatért anyjához, a müncheni Leuchtenberg-palotába. 
1834-ben Dom Miguelt angol és francia katonai segítséggel elűzték, és unokahúgát, Mária infánsnőt, Portó hercegnőjét II. Mária néven május 26-án visszahelyezték Portugália trónusára. 1834 szeptemberében Péter császár elhunyt. A magára maradt, köpönyegforgató családtagoktól körülvett királynő megbízható férjet keresett magának. Választása mostohaanyjának, Amélie hercegnőnek bátyjára, Leuchtenberg II. hercegére esett.
Auguste Charles herceg 1834. december 1-jén Münchenben képviselők útján (per procurationem) házasságot kötött a 15 éves II. Mária portugál királynővel, I. Péter brazil császár és Mária Leopoldina osztrák főhercegnő (1797–1826) legidősebb leányával, I. Ferenc osztrák császár, magyar és cseh király unokájával. Auguste Charles herceg hamarosan elutazott Portugáliába. Az ünnepélyes egyházi esküvőt 1835. január 28-án Lisszabonban tartották. A királyi házasság révén Auguste Charles herceget esküvője napján Santa Cruz hercegévé (Duque de Santa Cruz) emelték, és felvehette a „portugál királyi herceg, a királynő férje” (Príncipe consorte de Portugal) címet. Megkapta a Villa Viçosa-i Szeplőtelen Boldogasszony rendjének (Ordem de Nossa Senhora da Conceição de Vila Viçosa) nagykeresztjét.

### Korai halála
Két hónappal az esküvő August herceg spanyolnáthában megbetegedett, és 1835. március 28-án Lisszabonban bele is halt a betegségbe, házassága gyermektelen maradt. Öccse, Maximilien de Beauharnais lett Leuchtenberg III. hercege. 
A portugál fővárosban az uralkodónő férjének halála nyomán zavargások törtek ki, amelyeket a rendfenntartó erők nagyobb szabású bevetésével sikerült lecsillapítani. A fiatalon megözvegyült Mária királynő a labilis belpolitikai helyzetben az államérdeket szem előtt tartva félretette fájdalmát, és nyomban újabb házassági tárgyalásokba kezdett. 1837-ben feleségül ment a Szász–Coburg–Gothai-ház Koháry-ágából született Ferdinánd herceghez (1816–1885), akit később II. Ferdinánd néven társuralkodóvá is megtett.